# Max Hussarek von Heinlein
Maximiliam Wenzel Roland Freiherr Hussarek von Heinlein (Presburgo, 3 maggio 1865 – Vienna, 6 marzo 1935) è stato un politico austriaco.
Appartenente ad una famiglia della piccola nobiltà austriaca feudale d'origine magiara, fu presto iniziato alla politica e nel 1903 fu nominato sottosegretario del Primo Ministro Paul Gautsch von Frankenthurm.
Dal 25 luglio 1918 al 27 ottobre 1918 fu Primo Ministro della Cisleitania.
Non fu mai molto ben visto dai suoi colleghi per il suo atteggiamento pacifista e neutralista, favorevole all'Italia e alla Serbia ma poco amichevole con la Germania; anzi, per dimostrare la sua ammirazione per il popolo italiano, assistette personalmente alle nozze tra Vittorio Emanuele III ed Elena di Montenegro. Fece parte di quel gruppo di politici pacifisti che chiedevano l'armistizio con gli Alleati.
Dopo l'abdicazione dell'imperatore Carlo I d'Austria, si ritirò dalla vita politica e nel 1935 morì a Vienna di tubercolosi, tra il disinteresse e l'odio di gran parte dei suoi colleghi.